# Gilsfjörður
El Gilsfjörður (ˌfjœrðʏr̥] fiordo de Gil) es un fiordo de Islandia. Separa las regiones de Vestfirðir y Vesturland. Orientado en dirección este-oeste al fiordo Breiðafjörður, al cual pertenece. En la marea baja se forman extensas marismas. La avifauna es significativa. En 1997 se construyó un puente que acortó en 14 km el recorrido hacia el sur, el cual se encuentra con Reikiavik, la capital nacional.